# Годфри Бинайса
Годфри Луконгва Бинайса (на английски: Godfrey Lukongwa Binaisa) е угандийски юрист и политик от Угандийския народен конгрес и Угандийския фронт за национално освобождение.

## Биография
Той е роден на 30 май 1920 година в Кампала. Завършва право в Лондон, след което работи като адвокат в Кампала.
След обявяването на независимостта на Уганда през 1962 година става генерален прокурор (член на правителството), но напуска поста поради разногласия с премиера (и бъдещ президент) Милтън Оботе.
През 1971 – 1979 година, по време на управлението на Иди Амин, живее и работи в Съединените щати. След завръщането си е президент на Уганда от 20 юни 1979 до 12 май 1980 г. Годфри Бинайса умира на 5 август 2010 година в Макиндие, Уганда.